# John Neville Keynes
John Neville Keynes (Salisbury, 31 agosto 1852 – Cambridge, 15 novembre 1949) è stato un filosofo ed economista inglese, padre di John Maynard Keynes e di Geoffrey Keynes.

## Biografia
Figlio di John Keynes (1805-1878) e di Anna Maynard Neville (1821-1907) e promettente allievo di Marshall, insegnò prima a Oxford, poi a Cambridge (dove ricoprì dal 1910 al 1925 la carica più elevata, quella di Registrary) e al Pembroke College.
J. N. Keynes pubblicò solo due libri di metodologia: Studies and Exercises in Formal Logic (1884) e The Scope and Method of Political Economy. In quest'ultimo libro, pubblicato nel 1891, si prefisse lo scopo di chiarire e ricomporre la controversia metodologica fra scuola storica e scuola marginalista, per arrivare alla formazione di una scienza economica positiva che, comprendendo i caratteri di entrambe le scuole, avesse come finalità principale l'esame dei problemi economici reali.